# کارلوس آندرس پرز
کارلوس آندرس پرز (انگلیسی: Carlos Andrés Pérez; زاده ۲۷ اکتبر ۱۹۲۲ – درگذشته ۲۵ دسامبر ۲۰۱۰) یک سیاست‌مدار اهل ونزوئلا بود. کارلوس آندرس پرز در ۲۵ دسامبر ۲۰۱۰ در سن ۸۸ سالگی بر اثر نارسایی تنفسی درگذشت.